# Kattitturdur
Kattitturdur (en rus Khinalug, àzeri Xınalıq; altres noms Kətş, Khanaluka, Khanalyk, Khinalykh, i Khynalyk) és un grup ètnic del Caucas, que parlen una llengua del gruo ibero-caucàsic del nord-est. Al cens de 1926 es comptabilitzaven 1540 parlants de la llengua però només 105 es declaraven ètnics khinalugs. La seva religió és musulmana de l'escola xafiïta. L'aul Khinalug del que els russos agafen el nom del poble, està situat a la vall del braç dret superior del Kudyal-čay a la zona de la muntanya Shakhdagh, districte de Konakhkend, rayon de Quba, a l'Azerbaidjan. Són en majoria ramaders i pagesos. Es creu que ara són uns 2500.

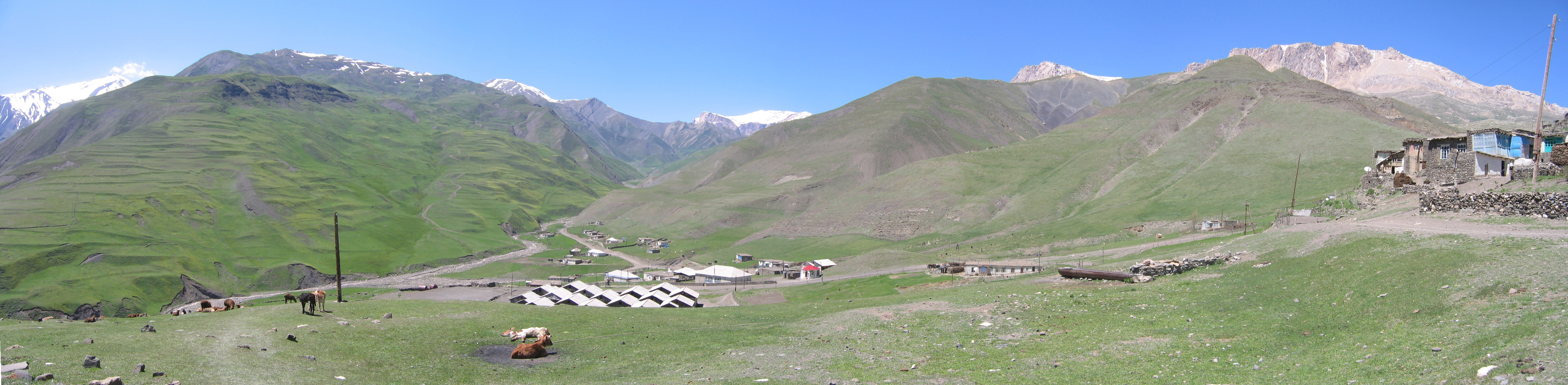
Panorama de l'aul